# Grabina (rejon złoczowski)
Grabina (ukr. Грабина) – wieś na Ukrainie w rejonie złoczowskim obwodu lwowskiego.
Do 19 lipca 2020 r. w rejonie buskim. 